# 하늘이시여
《하늘이시여》는 2005년 9월 10일부터 2006년 7월 2일까지 방영한 SBS 주말극장이며, 이 작품을 기점으로 SBS 주말 드라마의 제작 환경이 16:9 HD로 완전히 바뀌었다.
본래는 무려 100부작(!!!)으로 기획되었으나 SBS는 당연히 받아들이지 않았고 일단 50부작으로 방영을 시작한다.
- 그러다 50회가 다 되어갈 쯤 임성한 작가가 10회 연장을 부탁했고 이리하여 60부작이 되었다. 그러나 여기서 끝이 아니었다. 드라마가 인기를 끌면서 시청률 30%를 돌파하자 또 다시 15회가 연장되어 75부작이 되었고, 이후 후속작인 연개소문의 준비 부족으로 또 다시 6회가 연장되어 81회로 끝마칠려고 했더니만, 마지막으로 4회가 연장되어 85부작으로 최종 결정되었으며, 최종회(85회) 방송 직후 자체 최고 시청률 44.9%를 기록했다. 한편, 한혜숙은 이 드라마로 2006년 SBS 연기대상을 차지했다.

## 기획 의도
사랑 앞에서 자신의 감정을 솔직하게 드러내는 한 여인을 통해 사랑 그 자체의 모습을 보여주는 드라마

## 줄거리
영선은 젊은 시절 홍파와 사랑하는 사이였으나, 며느리감으로 조건이 처진다는 이유로 홍파의 어머니 란실이 반대하자 결국 둘은 헤어지게 된다. 이후 영선은 아이를 임신한 사실을 알게 된다. 하지만 헤어짐의 슬픔과 화재로 부모님을 잃게 된 충격으로 영선은 단기 기억상실증에 걸리게 되고, 제대로 정신을 가눌 수 없는 상태에서 자경을 낳게 된다. 영선은 자경을 선배 부부에게 맡기고 선교사들과 함께 미국으로 건너가 왕모의 아버지와 결혼하여 딸 슬아를 낳는다.
한편, 자경의 양아버지는 양어머니가 일찍 세상을 떠나자 새 양어머니 배득과 결혼하여 남동생을 낳는다. 성격이 사납고 허영심 많은 배득은 자경을 모질게 구박한다. 자경이 스무 살이 되던 해 양아버지는 세상을 떠나자 배득은 양아버지의 유산을 주식 투자로 모두 날리고 자경에게 생활비를 책임질 것을 강요한다. 이에 자경은 다니던 대학교를 1년도 안 돼 그만두고 메이크업 아티스트 일을 시작하여 배득의 빚을 갚게 된다.
세월이 흘러 스물여덟 살이 된 자경은 메이크업을 봐주던 톱스타인 호적상 외삼촌 청하와 사귀게 되지만, 배득과 그의 언니 미향의 방해로 헤어지게 된다. 남편과 사별한 지 3년째가 된 영선은 헤어진 딸 자경을 애타게 찾고, 힘겹게 살고 있는 자경을 만나지만 자신이 엄마임을 밝히지는 않는다. 대신 자경의 행복을 위해 바르게 자란 자신의 의붓아들 왕모와 결혼시킨 후 시어머니가 되어 평생 함께 살면서 지금까지 못 줬던 사랑을 주기로 결심한다.

## 등장인물

### 주요 인물
- 한혜숙 : 지영선(51세 - 52세) 역 - 미망인, 자경의 시어머니이자 생모, 왕모와 슬아의 엄마, 왕마리아의 며느리 → 모란실의 며느리, 왕모 아버지의 아내 → 홍파의 아내, 미향의 친구. 훗날 이리의 장모
- 윤정희 : 이자경(28세 - 29세) 역 - 메이크업 아티스트, 왕모의 아내, 영선의 며느리이자 친딸, 김배득의 의붓딸, 이세현의 의붓 누나, 강동춘과 김미향의 의붓 조카, 이리의 의붓 사촌 누나, 예리의 의붓 사촌 언니, 슬아의 올케이자 친언니
- 이태곤 : 구왕모(32세 - 33세) 역 - 기자 출신 앵커, 자경의 남편, 영선의 의붓아들, 배득의 사위, 이리의 매형, 예리의 형부, 슬아의 오빠, 동춘과 미향의 조카 사위

### 주변 인물
- 조연우 : 김청하(34세 - 35세) 역 - 톱배우, 미향-배득 자매의 남동생, 문옥의 남편, 이리와 예리의 외삼촌
- 왕빛나 : 강예리(24세 - 25세) 역 - 신입 아나운서, 슬아의 친구, 이리의 쌍둥이 동생
- 이수경 : 구슬아(24세 - 25세) 역 - 대학생, 영선의 친딸, 자경의 시누이이자 친동생, 왕모의 여동생
- 임채무 : 이홍파(54세 - 55세) 역 - 자경의 생부, 영선의 옛 애인, 은지의 남편 → 영선의 남편
- 정혜선 : 왕마리아(77세 - 78세) 역 - 영선의 시어머니, 왕모와 슬아의 할머니, 자경의 시할머니
- 반효정 : 모란실(76세 - 77세) 역 - 홍파의 어머니, 자경의 친할머니, 영선의 새 시어머니
- 현석 : 강동춘(54세 - 55세) 역 - 치과 의사, 이리와 예리의 아버지, 자경의 의붓 이모부
- 이보희 : 김미향(51세 - 52세) 역 - 이리와 예리의 엄마, 영선의 친구, 자경의 의붓 이모
- 박해미 : 김배득(48세 - 49세) 역 - 자경의 계모, 미향의 동생
- 강지섭 : 강이리(24세 - 25세) 역 - 동춘과 미향의 아들, 예리의 쌍둥이 오빠, 슬아의 친구
- 김영란 : 봉은지(50세 - 51세) 역 - 홍파의 아내 (중도 하차)

### 그 외 인물
- 이숙 : 소피아(48세 - 49세) 역 - 배득의 친구
- 금단비 : 문옥(25세 - 26세) 역 - 메이크업 아티스트, 자경의 절친한 후배, 청하의 아내
- 이대로 : 제비족 역 - 소피아의 연인
- 양영준
- 김주영 : 방송국 팀장 역
- 차주옥 : 동철 엄마 역 - 마리아네 새로 온 가사 도우미
- 김희라 : 마리아네 가정부 역
- 정영금 : 란실네 가정부 역
- 박미숙 : 영주 역 - 자경 친구
- 박재롬 : 박귀자 역 - SBN 메이크업아티스트
- 김미라 : 산부인과 의사 역
- 이채민 : 이민아 역 - SBN 아나운서 겸 왕모 상대 앵커
- 이병준 : SBN 직원 역
- 민지영 : 청하 드라마 상대역
- 김선은 : 응급실 의사 역
- 한진희 : 김광수 (SBN 사장) 역
- 원종례 : SBN 사장 부인 역
- 이연선
- 김동균 : 자경 미용실 헤어 디자이너 역
- 송금식 : 영선이 의뢰한 흥신소 직원 역
- 권성현 : 자경 담당 간호사 역
- 신우철 : 희수 역 - 슬아 맞선남

### 특별 출연
- 홍지만 : 전임 앵커 역
- 윤영미 : SBN 아나운서 역 - 예리의 아나운서 선배 (34회)

## 삽입곡

### OST
2005년 11월 9일에 발매된 '하늘이시여 OST'는 강렬한 음색을 가진 리아의 강렬하면서도 애절한 타이틀 곡 '내 가슴에게 미안해'를 비롯 전체적으로 애절하면서도 서정적이며 부드러운 곡들을 담고 있다. 특히 4번 트랙의 'Lascia ch"io pianga (울게하소서)'는 2005년 10월 8일 ~ 10월 9일, 10월 12일 ~ 10월 13일 4일 동안 대한민국에서의 최초이자 마지막 공연을 펼친 그리스 톱가수 나나 무스쿠리가 직접 OST 제작에 참여하여 녹음한 노래이다. 배급은 Universal Music이 맡았다.
1. 내 가슴에게 미안해 (4:07, 작곡: 하림, 작사: 김지원, 편곡: 하림, 노래: 리아)
2. 바램 (2:34)
3. 슬픈 하늘 (2:02)
4. Lascia ch"io pianga (울게하소서) (3:18, 노래: Nana Mouskuri)
5. 너만을 (4:07, 작곡: 박준영, 작사: 박준영, 편곡: 인영훈, 노래: 주니퍼)
6. 이슬 같은 사랑 (3:06)
7. 그대를 만나기 전 (2:44)
8. 그댈 만나서 (3:40, 작곡: 최철호/이지용, 작사: 이희승, 편곡: 이지용, 노래: 양선미)
9. 빛바랜 기억 (2:01)
10. 슬픈 왈츠 (2:06)
11. 작은 새처럼 (2:47)
12. 사랑하지 말아요 (4:46, 작곡: 최철호/이지용, 작사: 이희승, 편곡: 이지용, 노래: 정양아)
13. 널 생각하며 (2:22)
14. 저 하늘 끝에 (2:56)
15. 엄마의 사랑 (3:16)
16. 아픔의 시작 (3:10)
17. Love in Heaven (Main Title 1:45)

### OST Vol.2
2006년 5월 11일 하늘이시여의 두 번째 OST '하늘이시여 OST Vol.2'가 발매되었다. 이 앨범은 새로운 곡 '내 사랑이니깐'와 '사랑의 시작'과 함께 다양한 버전으로 연주된 기존 OST 곡들을 담고 있다. 배급은 Universal Music이 맡았다.
1. 내 사랑이니깐 (노래: 강국)
2. 사랑의 시작 (노래: 양선미)
3. 내 가슴에게 미안해 (4:07, 작곡: 하림, 작사: 김지원, 편곡: 하림, 노래: 리아)
4. Lascia ch"io pianga (울게하소서) (3:18, 노래: Nana Mouskuri)
5. Lascia ch"io pianga (오케스트라 ver)
6. 내 사랑이니깐 (피아노 ver)
7. 그댈 만나서 (3:40, 작곡: 최철호/이지용, 작사: 이희승, 편곡: 이지용, 노래: 양선미)
8. 그댈 만나서 (연주 ver)
9. 내 사랑이니깐 (오케스트라 ver)
10. 사랑하지 말아요 (4:46, 작곡: 최철호/이지용, 작사: 이희승, 편곡: 이지용, 노래: 정양아)
11. 너만을 (4:07, 작곡: 박준영, 작사: 박준영, 편곡: 인영훈, 노래: 주니퍼)
12. 내 가슴에게 미안해 (연주 ver)
13. 내 사랑이니깐 (기타 ver)
14. Lascia ch"io pianga (클라리넷 ver)
15. Love in Heaven (Main Title 1:45)

### 기타 삽입곡
OST에 수록된 곡들 이외에 다음과 같은 음악들이 등장한다.
- Plaisir D'Amour (사랑의 기쁨) (노래: Nana Mouskuri)
- The Salley Gardens (노래: 임형주)
- Gira Con Me (노래: Josh Groban)
- The Rose (노래: Bette Midler)
- Stop (노래: Sam Brown)
- Fly Me To The Moon (작곡: Bart Howard)
- Ever Green (원곡 노래: Suzane Jackson)

## 수상
- 2006년 SBS 연기대상 10대 스타상, 대상 한혜숙
- 2005년 SBS 연기대상 뉴스타상 윤정희
- 2005년 SBS 연기대상 뉴스타상 이태곤
- 2005년 SBS 연기대상 뉴스타상 조연우
- 2006년 SBS 연기대상 뉴스타상 강지섭

## 결방
- 2005년 11월 12일 : 7시 40분부터 축구 국가대표 평가전 대한민국 : 스웨덴 중계방송으로 인해 결방
- 2005년 12월 31일 : 8시 45분부터 SBS 연기대상 편성으로 인해 결방 (2006년 1월 1일 32회, 33회 연속 방송)

## 연장
- 원래 총 50부작으로 제작될 예정이었지만 임성한 작가가 자신이 보유한 스토리를 바탕으로 30회 연장해 줄 것을 요구하자, 검토 끝에 2005년 11월 16일 10회 연장을 결정하여 총 60부작이 되었다. 추가 연장은 추후 시청률에 따라 결정하기로 하였다.[2]
- 시청률 30%를 돌파하자, 2006년 2월 26일 다시 15회를 추가로 연장하여 총 75부작 제작을 결정하였다.[3]
- 시청자들은 시청률만 좋으면 늘어나는 드라마 제작 편수에 대해 비판하였고, 무리한 연장으로 인해 극의 이야기 전개가 허술해지고 느려질 것에 대해 우려하였다. 그러나 제작진은 원래 임성한 작가가 100부작으로 기획했던 것을 SBS의 요구로 50부작으로 줄인 상황이었기 때문에 억지로 이야기를 늘린 것은 아니며, 드라마의 남은 내용을 기승전결로 전개하는 과정없이 사건 위주로만 나열하게 되면 시청자에게 감동을 줄 수 없다고 설명하였다.[4]
- 제작진은 임성한 작가가 줄곧 100부작 제작을 요구했던 상황이었으며, 50부작 편성이 결정될 당시 "이 드라마는 자경과 왕모의 결혼 이후 스토리가 주다. 50부작으로 방송된다면 결혼식까지만 스토리가 전개될 것"이라고 밝힌 바 있다. 또한 10회 연장 결정 전에는 "하늘이시여는 파장도 클 것이고 그 안에 여러 이야기가 숨겨져 있어 연장을 했으면 좋겠다"고 말한 적이 있다.
- 2006년 4월 11일, 다시 6회를 늘려 총 81부작 제작을 결정하였다. 이에 대해 SBS 외주제작팀 관계자는 2006년 6월 3일부터 시작될 후속 드라마가 월드컵 일정으로 인한 편성 변화로 늦게 시작하게 되었으며, 2회를 늘리려 하였으나 임성한 작가가 4~6회분이 필요하다고 해 6회 연장을 결정했다고 말하였다.[5]
- 2006년 5월 19일, 마지막으로 4회를 늘려 총 85부작 제작을 최종 결정하였다. 이에 대해 후속 드라마의 준비과정이 길어지고 월드컵 시즌이 겹쳐 2주 연장 방송을 결정했다고 밝혔다. 결국 작가가 제시했던 30회 연장을 넘어 원래 기획했던 100부작과 불과 15회 차이 밖에 안 날 정도로 편수가 늘어나게 되었다.[6]
- 후속작으로 《101번째 프러포즈》가 방영될 예정이었지만 해당 드라마의 연장[7]에 따라 월화극으로 편성이 바뀐 바 있고, 그 자리에는 《연개소문》이 대신했다.

## 참고 사항

### 소재 표절 의혹 논란
- '친딸을 며느리로 받아들인다'는 소재가 일본 작가 렌조 미키히코(連城三紀彦)의 1984년 단편소설 '어머니의 편지'를 표절했다는 의혹이 일부 언론에 의해 제기되어 논란이 있었다.
- 이에 대해 임성한 작가는 2006년 1월 19일 드라마 홈페이지에 올린 '표절 의혹에 대한 작가의 입장'이라는 글을 통해 표절 의혹을 강하게 부인하였다.
- 작가는 단지 우연히 발상이 같은 것 뿐이며, 1984년에 만들어진 해당 소설이나 소설로 만들어졌다는 2부작 드라마가 국내에서 번역되거나 인터넷에 소개되지도 않은 상태에서 일본어도 모르며 일본에 간 적도 없는 자신이 해당 내용을 보는 것은 불가능하다고 지적하였다.
- 또한 흔히 시어머니가 며느리에게 말하는 "난, 너 며느리라고 생각치 않고 딸처럼 생각할 거다"라는 한마디에서 소재가 정해졌으며, "며느리를 정말 딸처럼 생각하는 게 어떤 건지"를 보여주자고 결심했던 것이 이 드라마의 동기라고 설명하였다.

### 특별 팬 서비스
- 임성한 작가는 시청자 게시판에서 활동하는 열렬한 시청자(속칭 하늘폐인)들을 위해 팬들의 이름을 드라마에 대량으로 등장시키는 특별한 팬서비스를 하였다.
- 팬들의 이름은 주로 출연자들의 친구 이름으로 한두 명씩 언급되었으며, 특히 선보는 장면을 통해 기존에 선봤던 사람 중 아는 친구가 있는지 확인하는 것처럼 해서 팬들의 이름을 대량으로 등장시켰다.
- 이러한 일은 시청자 게시판에서 큰 화제가 되었으며, 이름이 등장하게 된 팬들은 이름 등장에 대해 즐거움을 표시하였다. 드라마에 팬의 이름을 등장시키는 것은 인터넷의 발달로 팬과의 교류가 쉬워지면서 가능하게 된 것으로, 기존에는 없었던 새로운 유형의 팬서비스로 여겨진다.

### 그 외
- 많은 흥행 드라마를 집필한 임성한 작가가 극본을 맡았으며, 주연급 배우들을 전부 신인으로 기용하면서 방송 전부터 많은 주목을 받았다.[8]
- 임성한 작가는 해당 드라마를 통해 원고료 회당 2000만 원대를 돌파하였다.[9]
- 방송 시작 후 지속적으로 시청률이 상승하여 방송 중반 이후 주간 시청률 1위를 여러 번 차지하는 등 많은 인기를 끌었다.
- 자신의 딸을 며느리도 삼는다는 줄거리, 자극적이고 비현실적인 내용, 노골적인 간접 광고, 특정 직업 비하 논란 등의 지적을 사 민언련 선정 '2006 올해의 나쁜 방송' 불명예를 안았다[10].
- 김원준이 남자 주인공 물망에 거론되었지만 음악에 대한 욕심으로 인해 고사했다.[11]
- 이수경이 구슬아 역으로 낙점되었으나 개인 사정으로 빠져 강은비가 대타로 들어왔지만, 이수경이 이를 번복하고 재출연 제의를 밝혀[12] 강은비는 그대로 하차했다.
- 김영란은 비중이 높지 않은 역임을 알면서도 임성한 작가와의 친분으로 출연을 결정하였다.[13]

## 경쟁 프로그램
- 슬픔이여 안녕 (KBS 2TV)
- 인생이여 고마워요 (KBS 2TV)
- 소문난 칠공주 (KBS 2TV)
- 사랑찬가 (MBC)
- 결혼합시다 (MBC)
- 진짜 진짜 좋아해 (MBC)